# بلورة نانوية
وصف فاهلمان بي دي البلورة النانوية (بالإنجليزية:  nanocrystal)‏ على أنها أي مادةٍ نانويةٍ ذات بعدٍ على الأقل يُقضدَرُ بـ 100 نانومتراً والتي توصف نتيجةً لذلك بأنها أحادية البلورة (بالإنجليزية:  singlecrystalline)‏. ومن المحتمل أكثر أن تدخل كل مادةٍ ذات بعدٍ واحدٍ يقل عن واحد ميكروميتر، على سبيل المثال 1000 نانومتراًـ ضمن تصنيف الجسيمات النانوية، وليس البلورات النانوية. فمثلاً، يجب أن يُطْلَقُ على أي جسيم يبدي مناطقاً بلوريةً تصنيف جسيمٍ نانويٍ أوعنقودٍ نانويٍ وفقاً للأبعاد. وقد لاقت مثل تلك المواد اهتماماً تقنياً ضخماً حيث أظهرت العديد من خصائصها الكهربائية والديناميكية الحرارية اعتماداً كبيراً على الحجم، بالإضافة إلى أنه نتيجةً لذلك يمكن التحكم بها وضبطها من خلال بعض عمليات التصنيع الدقيقة.
هذا وينصب الكثير من الاهتمام على الجسيمات النانوية البلورية نتيجة أنها غالباً ما توفر أنظمة بلورية أحادية البعد يمكن دراستها لتوفير المعلومات التي تساعد على شرح وتوضيح سلوك العينات المرئية للمواد المشابهة، بدون التواجد المعقد المتداخل للحدود الحبوبية والتشوهات الأخرى. وغالباً ما يشار إلى البلورات النانوية شبه الموصلة في مجموعة الأحجام الفرعية المقدرة بـ 10 نانومتراً على أنها نقاطٍ كموميةٍ.
هذا وتُسْتَخْدَمُ الجسيمات النانوية البلورية المصنوعة من الزيوليت كمرشحٍ لتحويل الزيت (النفط) الخام إلى وقود البنزين في مصفاة نفط إكسو موبيل (بالإنجليزية:  ExxonMobil)‏، بولاية لويزيانا الأمريكية، والتي تُعَدُ طريقةً أرخص من الطريقة التقليدية المتبعة في المصافي الأخرى.
كما تُستخدم طبقةٌ من الجسيمات النانوية البلورية في أحد الأنماط الجديدة للألواح الشمسية يُطلق عليه SolarPly، والتي قامت شركة Nanosolar بسانت جوس بتطويرها. وتتسم تلك الطريقة أرخص من الألواح الشمسية الأخرى، أكثر ثباتاً، وتزيد كفاءتها بـ 12%. (في حين تُحَوِّل ألواح الطاقة الشمسية العضوية التقليدية الأخرى نحو 9% فقط من طاقة الشمس إلى كهرباء.) حيث تُحَوِّل رباعيات الأرجل البلورية ذات 40 نانومتراً عرضاً الفوتونات الشمسية إلى طاقةٍ كهربائيةٍ، إلا أن كفاءتها تصل إلى 3% فقط. (المصدر: ناشيونال جيوغرافيك يونيه 2006)

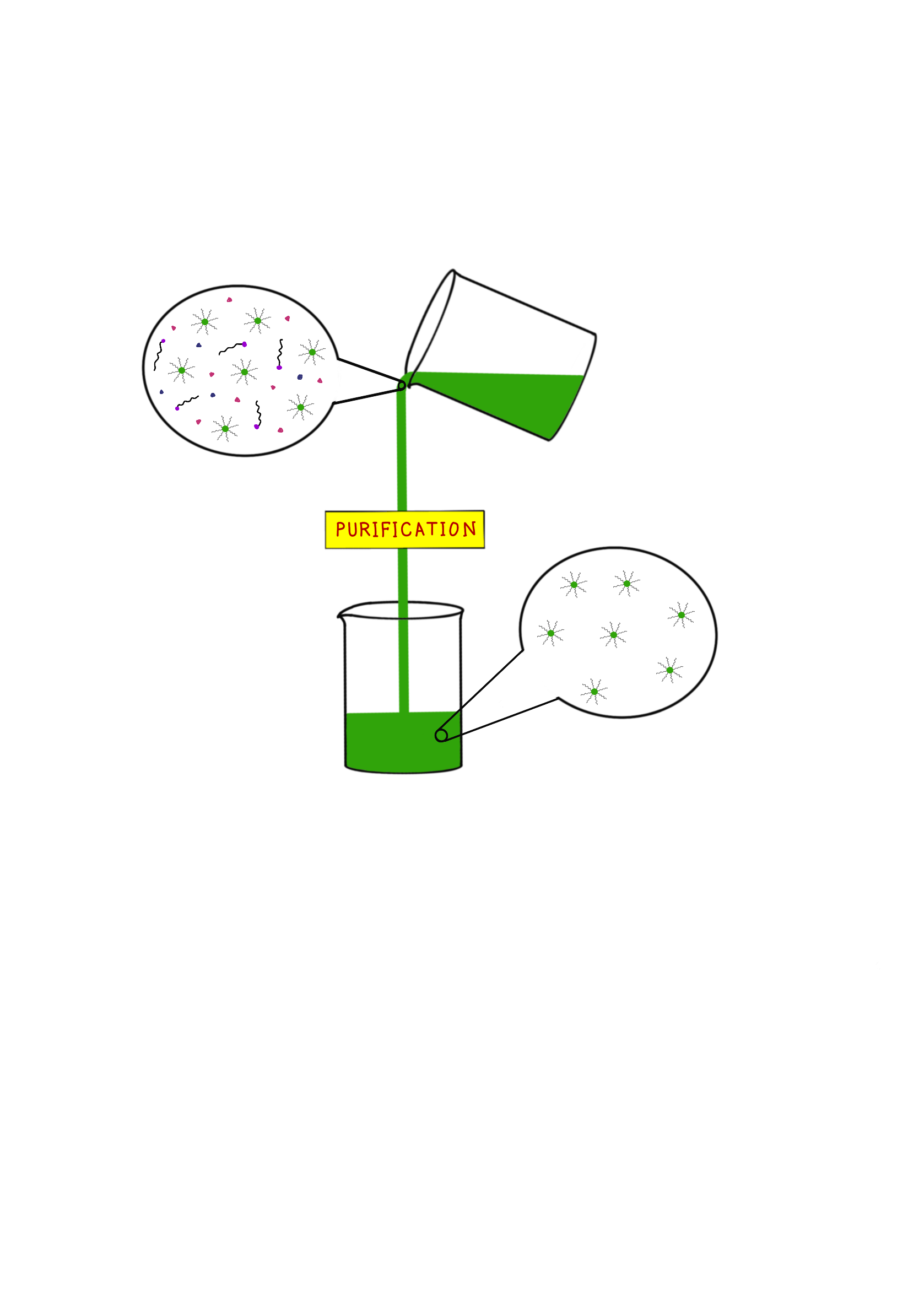
تم إضافة صورة للمقال

هذا ويُعَدُ مصطلح البلورة النانوية علامةً تجاريةً مسجلةً لشركة إيلان الدولية المحدودة للأدوية (بالإنجليزية:  Elan Pharma International Limited)‏ (بأيرلندا)، وهو يُسْتَخْدَم ارتباطاً مع عملية الطحن (ذات حقوق الملكية) التابعة لشركة إيلان بالإضافة إلى الجسيمات النانوية المستخدمة في عمليات تصنيع الأدوية.

## اقرأ أيضاً
- بلورات تيلوريد الكادميوم النانوية
- بلورة نانوية مغناطيسية (بالإنجليزية: Magnetic nanoparticles)‏
- خلية شمسية بلورية نانوية (بالإنجليزية: Nanocrystal solar cell)‏
- سيليكون بلوري نانوي (بالإنجليزية: Nanocrystalline silicon)‏
- جسيم نانوي
- نقطة كمومية
- سيلسيسكيوكسان

## وصلات خارجية
- شركة إيلان لتقانة تصنيع الادوية
- مواد مغناطيسية لينة نانوية بلورية